# Pierre de Lamanon (vescovo)
Pierre de Lamanon, anche detto Peire de Lamanon (XIII secolo – Aix-en-Provence, 1º agosto 1304) è stato un vescovo cattolico francese, dal 1292 alla sua morte vescovo di Sisteron.

## Biografia
Nacque dal trovatore provenzale Bertran de Lamanon e fu cugino del funzionario, al servizio di Carlo I d'Angiò, Pierre de Lamanon.
Dopo aver ricevuto un'istruzione, si mise al servizio di Carlo II di Napoli ed entrò nell'ordine dei frati predicatori.

### Ministero episcopale
Nel 1292 fu nominato vescovo di Sisteron, succedendo a Pierre Giraud, ruolo che ricoprì fino alla morte.

### Morte
Morì il 1º agosto 1304 e fu sepolto nel convento dei frati predicatori d'Aix-en-Provence.